# Иодид меди(I)

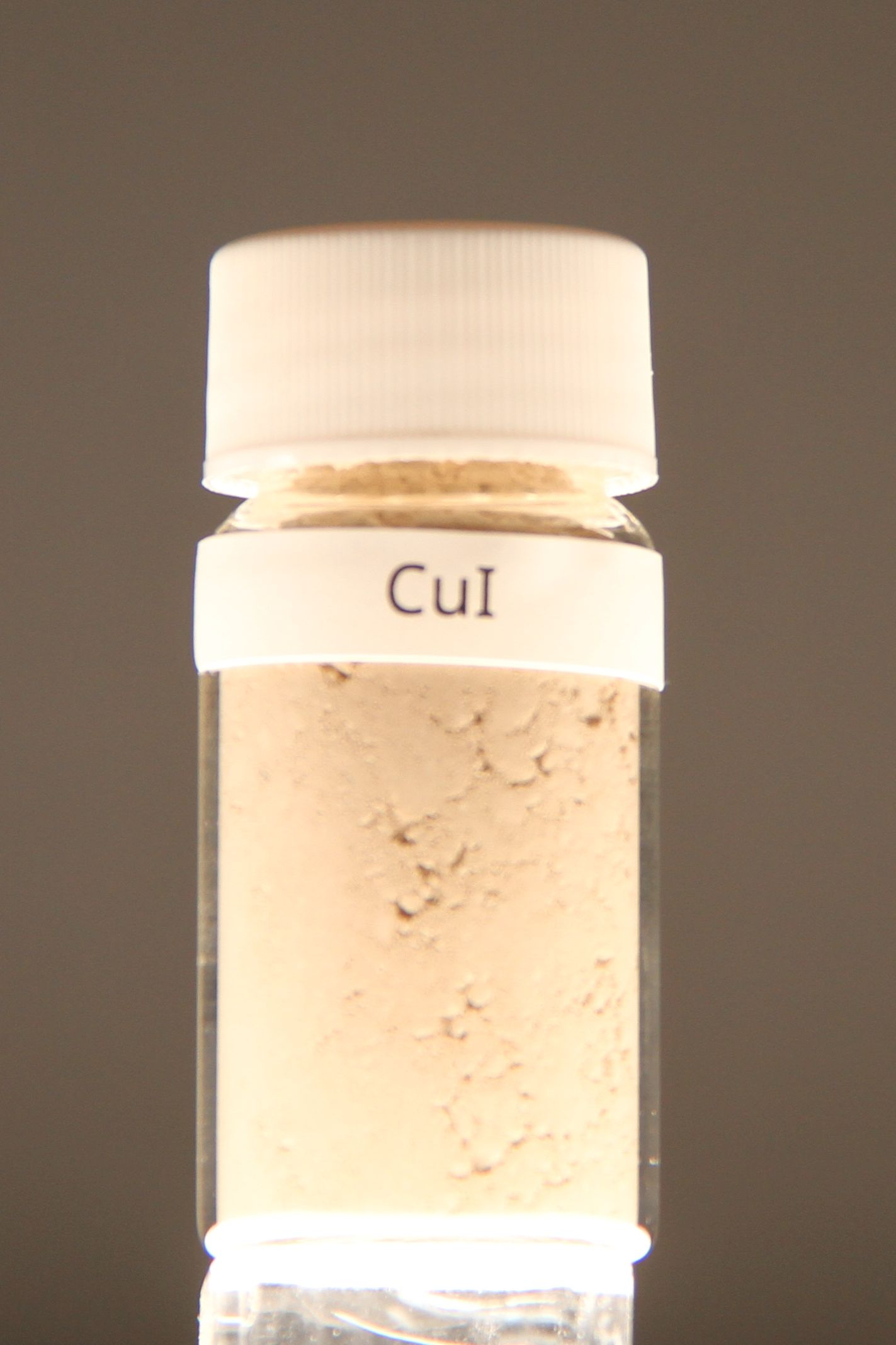
Иодид меди(I) свежий неокисленный

Иоди́д ме́ди(I) — неорганическое вещество с формулой {\displaystyle {\mathsf {CuI}}}, соединение меди и иода. Относится к классу бинарных соединений, может рассматриваться как соль одновалентной меди и иодоводородной кислоты. В чистом виде — белое кристаллическое вещество, со временем приобретает бурый цвет из-за разложения на медь и иод.

## Нахождение в природе
Иодид меди(I) встречается в природе в виде минерала маршита. Цвет минерала от белого до темно-коричневого. Твёрдость по шкале Мооса 2,5.

## Физические свойства
Иодид меди(I) при нормальных условиях — твёрдое вещество белого цвета, нерастворимое в воде, этаноле, эфире, хорошо растворимое в пиридине (до 1,73 моль/кг). Растворяется в диметилформамиде в присутствии молекулярного иода, причем концентрация иодида меди в растворе прямо зависит от концентрации молекулярного иода. Плавится без разложения при 605 °C. Не образует кристаллогидратов, но с пиридином образует комплексы состава {\displaystyle \mathrm {CuI\cdot 5Py} }.
Иодид меди(I), как и большинство бинарных соединений с галогенами, является неорганическим полимером. Иодид меди(I) имеет богатую фазовую диаграмму, а это значит, что он существует в нескольких кристаллических формах. Иодид меди(I) принимает структуру сфалерита ниже 390 °C (γ-CuI), структуру вюрцита между 390 и 440 °C (β-CuI) и структуру галита выше 440 °C (α-CuI). Когда иодид меди(I) принимает структуру сфалерита и вюрцита, ионы располагаются тетраэдрически, на расстоянии 2,338 Å. Бромид меди(I) и хлорид меди(I) аналогично переходят из структуры сфалерита в структуру вюрцита при 405 и 435 °C, соответственно. Межатомные расстояния в бромиде меди(I) и хлориде меди(I) равны 2,173 и 2,051 Å соответственно.
|       |       |       |
| γ-CuI | β-CuI | α-CuI |

## Химические свойства
Иодид меди(I) не реагирует с гидратом аммиака; подвергается следующим химическим превращениям:
- Иодид меди медленно окисляется кислородом воздуха до иода, что объясняет его окраску.

{\displaystyle {\mathsf {2CuI\ +O_{2}\longrightarrow 2CuO\ +\ I_{2}}}}
- переводится в раствор с помощью реакций ионного обмена с концентрированными растворами иодоводородной кислоты, иодида калия, цианида калия, тиосульфата натрия

{\displaystyle {\mathsf {CuI\ +\ MI\ \longrightarrow \ M[CuI_{2}]}}}, где {\displaystyle {\mathsf {M=H,K}}}
{\displaystyle {\mathsf {CuI\ +\ 2KCN\ \longrightarrow \ K[Cu(CN)_{2}]\ +\ KI}}}
{\displaystyle {\mathsf {CuI\ +\ 2Na_{2}S_{2}O_{3}\ \longrightarrow \ Na_{3}[Cu(S_{2}O_{3})_{2}]\ +\ NaI}}}
- окисляется до соединений меди(II) и иода концентрированной азотной кислотой, горячей концентрированной серной кислотой

{\displaystyle {\mathsf {2CuI\ +\ 8HNO_{3}\ \longrightarrow \ I_{2}\downarrow \ +\ 2Cu(NO_{3})_{2}\ +\ 4NO_{2}\uparrow \ +\ 4H_{2}O}}}
{\displaystyle {\mathsf {4CuI\ +\ 5H_{2}SO_{4}\ \longrightarrow \ 4CuSO_{4}\ +\ 2I_{2}\downarrow \ +\ H_{2}S\uparrow \ +\ 4H_{2}O}}}
- в горячей концентрированной щёлочи разлагается до оксида меди(I)

{\displaystyle {\mathsf {2CuI\ +\ 2OH^{-}\ \longrightarrow \ Cu_{2}O\downarrow \ +\ 2I^{-}\ +\ H_{2}O}}}
- под действием сильных восстановителей (например, алюмогидрид лития) образует гидрид меди(I)

{\displaystyle {\mathsf {4CuI\ +\ Li[AlH_{4}]\ \longrightarrow \ LiI\ +\ AlI_{3}\ +\ 4CuH}}}

## Получение
Иодид меди(I) может быть получен следующими способами:
- взаимодействием оксида меди(I) с разбавленной иодоводородной кислотой

{\displaystyle {\mathsf {Cu_{2}O\ +\ 2HI\ \longrightarrow \ 2CuI\downarrow \ +\ H_{2}O}}}
- нагреванием оксида меди(II) с иодидом алюминия

{\displaystyle {\mathsf {6CuO\ +\ 4AlI_{3}\ {\xrightarrow {230\ ^{\circ }C}}\ 6CuI\ +\ 2Al_{2}O_{3}\ +\ 3I_{2}}}}
- взаимодействием растворимых солей меди(II) с растворимыми иодидами; образующийся в данной реакции гипотетический иодид меди(II) мгновенно превращается в иодид меди(I)

{\displaystyle {\mathsf {2Cu^{2+}\ +\ 4I^{-}\ \longrightarrow \ 2[CuI_{2}]\ \longrightarrow \ 2CuI\downarrow \ +\ I_{2}}}}
- взаимодействием металлической меди (например, в виде порошка) с растворами иода в пиридине или диметилформамиде[5]

{\displaystyle {\mathsf {2Cu\ +\ I_{2}\ \longrightarrow \ 2CuI}}}
В отличие от прочих способов, иодид меди получается в виде раствора в органическом растворителе.

## Применение
Индикатор паров ртути.

## Токсичность
Вызывает раздражение слизистых оболочек (глаз, органов дыхания). Может вызывать раздражение кожи. При проглатывании вызывает раздражение ЖКТ и общее отравление.
Очень опасно для водных организмов. Может вызывать долговременные негативные изменения в водной среде. LC50 для рыбок Danio rerio составляет 0,4 мг/л в течение 96 ч.